# Rick Fox
Ulrich Alexander Fox, detto Rick (Toronto, 24 luglio 1969), è un ex cestista e attore canadese con cittadinanza bahamense, professionista NBA.

## Carriera

### Le origini e gli studi
Suo padre Ulrich proviene dalle Bahamas, mentre la madre Diane Gerace è un'ex-atleta di salto in alto di origini canadesi, che prese parte anche alle Olimpiadi. Ha anche origini italiane e scozzesi.
Dopo essersi trasferito all'età di tre anni presso le Bahamas con la famiglia, Rick studiò in seguito alla Kingsway Academy di Nassau e prese parte alla squadra locale di pallacanestro, i Saints. Una volta dedicatosi alla pallacanestro Fox scelse di cambiare istituto, andando a disputare due stagioni a Warsaw nello Stato dell'Indiana.
Terminata la high school approda alla University of North Carolina, dove si metterà in luce arrivando a disputare le Final Four NCAA 1991. Qui ha segnato il record dell'università per numero di palle rubate, ben 197. Inoltre, in quattro anni universitari non ha mai saltato una singola partita, altro record con 140 presenze totali.

### NBA
La sua carriera nel massimo campionato professionistico americano inizia nel 1991, con la chiamata numero 24 da parte dei Boston Celtics al draft. Rimarrà in maglia biancoverde per sei stagioni, raggiungendo una media di 15,4 punti a gara nell'annata 1996-97.
L'estate successiva arriverà il trasferimento ai Los Angeles Lakers: con i gialloviola californiani vincerà poi 3 volte consecutive il titolo NBA (nel 2000, 2001, e 2002) partendo stabilmente da titolare, in una squadra che vedeva tra le sue file anche Shaquille O'Neal e Kobe Bryant.
Si ritirerà al termine della stagione 2003-04, all'età di 35 anni.

### Nazionale
Fox giocò una competizione con la sua nazionale solamente in un'occasione, i mondiali del 1994 che si tennero proprio in Canada.

## Statistiche

### College
| Anno      | Squadra             | PG  | PT | MP   | TC%  | 3P%  | TL%  | RP  | AP  | PRP | SP  | PP   |
| --------- | ------------------- | --- | -- | ---- | ---- | ---- | ---- | --- | --- | --- | --- | ---- |
| 1987-1988 | N. Carol. Tar Heels | 34  | 3  | 10,9 | 62,8 | 33,3 | 50,0 | 1,9 | 0,9 | 0,8 | 0,1 | 4,0  |
| 1988-1989 | N. Carol. Tar Heels | 37  | 17 | 22,4 | 58,3 | 44,8 | 79,0 | 3,8 | 2,1 | 1,3 | 0,4 | 11,5 |
| 1989-1990 | N. Carol. Tar Heels | 34  | 30 | 28,9 | 52,2 | 43,8 | 73,5 | 4,6 | 2,5 | 1,6 | 0,2 | 16,2 |
| 1990-1991 | N. Carol. Tar Heels | 35  | 32 | 28,5 | 45,3 | 34,2 | 80,4 | 6,6 | 3,7 | 2,0 | 0,5 | 16,9 |
| Carriera  | Carriera            | 140 | 82 | 22,7 | 51,8 | 38,8 | 75,7 | 4,2 | 2,3 | 1,4 | 0,3 | 12,2 |

### NBA
| † | Denota le stagioni in cui ha vinto il titolo |

#### Regular season
| Anno       | Squadra        | PG  | PT  | MP   | TC%  | 3P%  | TL%  | RP  | AP  | PRP | SP  | PP   |
| ---------- | -------------- | --- | --- | ---- | ---- | ---- | ---- | --- | --- | --- | --- | ---- |
| 1991-1992  | Boston Celtics | 81  | 5   | 19,0 | 45,9 | 32,9 | 75,5 | 2,7 | 1,6 | 1,0 | 0,4 | 8,0  |
| 1992-1993  | Boston Celtics | 71  | 14  | 15,2 | 48,4 | 17,4 | 80,2 | 2,2 | 1,6 | 0,9 | 0,3 | 6,4  |
| 1993-1994  | Boston Celtics | 82  | 53  | 25,6 | 46,7 | 33,0 | 75,7 | 4,3 | 2,6 | 1,0 | 0,6 | 10,8 |
| 1994-1995  | Boston Celtics | 53  | 7   | 19,6 | 48,1 | 41,3 | 77,2 | 2,9 | 2,6 | 1,0 | 0,4 | 8,8  |
| 1995-1996  | Boston Celtics | 81  | 81  | 32,0 | 45,4 | 36,4 | 77,2 | 5,6 | 4,6 | 1,4 | 0,5 | 14,0 |
| 1996-1997  | Boston Celtics | 76  | 75  | 42,9 | 45,6 | 36,3 | 78,7 | 5,2 | 3,8 | 2,2 | 0,5 | 15,4 |
| 1997-1998  | L.A. Lakers    | 82  | 82  | 33,0 | 47,1 | 32,5 | 74,3 | 4,4 | 3,4 | 1,2 | 0,6 | 12,0 |
| 1998-1999  | L.A. Lakers    | 44  | 1   | 21,5 | 44,8 | 33,7 | 74,2 | 2,0 | 2,0 | 0,6 | 0,2 | 9,0  |
| 1999-2000† | L.A. Lakers    | 82  | 1   | 18,0 | 41,4 | 32,6 | 80,8 | 2,4 | 1,7 | 0,6 | 0,3 | 6,5  |
| 2000-2001† | L.A. Lakers    | 82  | 77  | 27,9 | 44,4 | 39,3 | 77,9 | 4,0 | 3,2 | 0,9 | 0,4 | 9,6  |
| 2001-2002† | L.A. Lakers    | 82  | 82  | 27,9 | 42,1 | 31,3 | 82,4 | 4,7 | 3,5 | 0,8 | 0,3 | 7,9  |
| 2002-2003  | L.A. Lakers    | 76  | 75  | 28,7 | 42,2 | 37,5 | 75,4 | 4,3 | 3,3 | 0,9 | 0,2 | 9,0  |
| 2003-2004  | L.A. Lakers    | 38  | 34  | 22,3 | 39,2 | 24,6 | 73,3 | 2,7 | 2,6 | 0,8 | 0,1 | 4,8  |
| Carriera   | Carriera       | 930 | 587 | 25,5 | 45,0 | 34,9 | 77,0 | 3,8 | 2,8 | 1,0 | 0,4 | 9,6  |

#### Play-off
| Anno     | Squadra        | PG  | PT | MP   | TC%  | 3P%  | TL%  | RP  | AP  | PRP | SP  | PP   |
| -------- | -------------- | --- | -- | ---- | ---- | ---- | ---- | --- | --- | --- | --- | ---- |
| 1992     | Boston Celtics | 8   | 0  | 8,4  | 47,8 | 50,0 | 100  | 0,8 | 0,5 | 0,3 | 0,3 | 3,6  |
| 1993     | Boston Celtics | 4   | 0  | 17,8 | 28,0 | 33,3 | 100  | 4,8 | 1,3 | 0,5 | 0,3 | 4,3  |
| 1998     | L.A. Lakers    | 13  | 13 | 32,9 | 44,7 | 39,6 | 82,6 | 4,5 | 3,9 | 0,8 | 0,2 | 10,9 |
| 1999     | L.A. Lakers    | 8   | 1  | 22,6 | 40,0 | 19,0 | 100  | 2,8 | 1,5 | 0,5 | 0,6 | 6,6  |
| 2000†    | L.A. Lakers    | 23  | 0  | 14,4 | 45,2 | 46,2 | 76,2 | 1,7 | 1,2 | 0,4 | 0,0 | 4,3  |
| 2001†    | L.A. Lakers    | 16  | 16 | 35,8 | 45,0 | 31,6 | 86,7 | 4,9 | 3,6 | 1,9 | 0,4 | 10,0 |
| 2002†    | L.A. Lakers    | 19  | 19 | 34,3 | 48,2 | 34,9 | 75,5 | 5,4 | 3,4 | 1,1 | 0,3 | 9,8  |
| 2003     | L.A. Lakers    | 4   | 4  | 19,8 | 44,4 | 50,0 | 75,0 | 1,5 | 1,8 | 0,3 | 0,3 | 6,0  |
| 2004     | L.A. Lakers    | 16  | 3  | 9,1  | 40,0 | 14,3 | 50,0 | 1,4 | 1,1 | 0,2 | 0,1 | 1,1  |
| Carriera | Carriera       | 111 | 56 | 22,8 | 44,4 | 36,0 | 80,1 | 3,2 | 2,2 | 0,8 | 0,2 | 6,6  |

## Dopo il ritiro
Abbandonata la carriera di cestista, Rick Fox ha recitato parti in numerose serie televisive e cinematografiche: lo troviamo nelle vesti di un carcerato nella serie Oz, una guardia del corpo (recitando al fianco della moglie Vanessa Williams) in Ugly Betty, un campione di baseball nel film Holes - Buchi nel deserto, oltre che in serie americane come One Tree Hill, Dirt, The Big Bang Theory e in pellicole come He Got Game, Eddie - Un'allenatrice fuori di testa, Blue Chips - Basta vincere, Meet the Browns.
Nel dicembre 2015 ha acquistato per 1 milione di dollari i "Gravity", una squadra professionistica Nord Americana di League of Legends e l'ha rinominata Echo Fox.

## Vita privata
Precedentemente fidanzato con l'attrice Tyra Banks, Rick si sposò con l'attrice e cantante Vanessa L. Williams alle Bahamas. Dalla relazione nacque in seguito una figlia, Sasha, nata il 1º maggio 2000.
Tuttavia, nel 2004 il tabloid "The National Enquirer" pubblicò immagini di Fox in compagnia intima di un'altra donna. Da qui seguirà un periodo di crisi, culminato con il divorzio. Dalle dichiarazioni alla stampa Vanessa dichiarò il mantenimento di buoni rapporti con l'ex marito.
Rick è fratello dell'attrice Jeanene Fox, famosa in Italia per le sue partecipazioni a Striscia la notizia.
Il 24 giugno 2014 ha confermato la rottura del fidanzamento con l'attrice Eliza Dushku, dopo 5 anni di fidanzamento.

## Filmografia

### Cinema
- Blue Chips - Basta vincere, regia di William Friedkin (1994)
- He Got Game, regia di Spike Lee (1998)
- Resurrection, regia di Russell Mulcahy (1999)
- Holes - Buchi nel deserto, regia di Andrew Davis (2003)
- La prima volta di Niky, regia di Nick Guthe (2006)
- Dope - Follia e riscatto, regia di Rick Famuyiwa (2015)
- Killing Hasselhoff, regia di Darren Grant (2017)
- Krystal, regia di William H. Macy (2017)

### Televisione
- Arli$$ – serie TV, 1 episodio (2001)
- Oz – serie TV, 11 episodi (1997-2003)
- Due fantagenitori – serie TV, 2 episodi (2003) - voce
- Street Time – serie TV, 1 episodio (2003)
- Missing – serie TV, 5 episodi (2003)
- Love, Inc. – serie TV, 6 episodi (2005-2006)
- One Tree Hill – serie TV, 4 episodi (2006)
- Ugly Betty – serie TV, 2 episodi (2007)
- Dirt – serie TV, 6 episodi (2007-2008)
- Melrose Place – serie TV, 2 episodi (2009-2010)
- Dollhouse – serie TV, 1 episodio (2010)
- Dancing with the Stars - programme televisivo (2010)
- The Big Bang Theory – serie TV, 1 episodio 13 stagione 4 (2011)
- Body of Proof – serie TV, 1 episodio (2011)
- Franklin & Bash – serie TV, 1 episodio (2012)
- RuPaul's Drag Race - programma televisivo (2012)
- Mr. Box Office – serie TV, 13 episodi (2012-2013)
- The Glades – serie TV, 3 episodi (2013)
- Mom – serie TV, 1 episodio (2014)
- Sin City Saints – serie TV, 4 episodi (2015)
- Sharknado 3, regia di Anthony C. Ferrante – film TV (2015)
- IZombie – serie TV, 1 episodio (2015)
- The Christmas Gift, regia di Fred Olen Ray – film TV (2015)
- Shameless – serie TV, 1 episodio (2016)
- K.C. Agente Segreto – serie TV, 6 episodi (2016-2017)
- Criminal Minds – serie TV, 1 episodio (2017)
- Black-ish – serie TV, 1 episodio (2017)
- Major Crimes – serie TV, 1 episodio (2017)
- Greenleaf – serie TV, 27 episodi (2017-in corso)

## Doppiatori italiani
Nelle versioni in italiano delle opere in cui ha recitato, Rick Fox è stato doppiato da:
- Fabrizio Vidale in Oz, CSI: NY
- Roberto Draghetti in iZombie, K.C. Agente Segreto
- Carlo Scipioni in The Glades
- Dario Oppido in Criminal Minds[3]
- Carlo Petruccetti in Major Crimes
- Pierluigi Astore in All Rise

## Palmarès
- Campionato NBA: 3

Los Angeles Lakers: 2000, 2001, 2002
- NBA All-Rookie Second Team: 1992